# Pompierre
Pompierre település Franciaországban, Vosges megyében. Lakosainak száma 191 fő (2022. január 1.). Pompierre Harréville-les-Chanteurs, Bazoilles-sur-Meuse, Circourt-sur-Mouzon, Jainvillotte és Sartes községekkel határos.

## Népesség
A település népességének változása:
| Lakosok száma | 237  | 231  | 244  | 219  | 207  | 195  | 194  | 193  | 191  |
|               | 2013 | 2015 | 2016 | 2017 | 2018 | 2019 | 2020 | 2021 | 2022 |